# Ащисайское нефтегазовое месторождение
Ащисай — нефтегазовое месторождение в Мугалжарском районе Актюбинской области Казахстана. Относится к Восточнобортовой нефтегазоносной области Прикаспийской нефтегазоносной провинции (Центральная территории Восточной части Прикаспийской впадины). Открыто в 2005 году. Разработку месторождения ведёт китайская нефтяная компания «CNPC-Актобемунайгаз».
Первая скважина пробурена 22 февраля 2005 года. Обнаружена лёгкая нефть, её выход составил 100 м³ в сутки. В последующую разведку к 2006 году было вложено более 28 млн долларов США. В 2008 году контракт на эксплуатацию месторождения между «CNPC-Актюбемунайгаз» и правительством Казахстана продлён на несколько лет.